# Мандр-о-Катр-Тур
Мандр-о-Катр-Тур (фр. Mandres-aux-Quatre-Tours) — коммуна во французском департаменте Мёрт и Мозель региона Лотарингия. Относится к  кантону Домевр-ан-Э.	

## География
Мандр-о-Катр-Тур расположен в 33 км к северо-западу от Нанси. Соседние коммуны: Бомон на севере, Бернекур на востоке, Амонвиль, Грорувр и Ансовиль на юго-востоке, Рамбюкур и Буконвиль-сюр-Мад на западе.
Коммуна расположена в окрестностях лесов Королевы.

## История
- На территории коммуны находятся следы галло-романской культуры.
- Замок Мандр-о-Катр-Тур (т.е. «о четырёх башен») упоминается в XII веке, в XIII-XVI веках является последовательно вотчиной графов д'Апремон, герцогов де Бар и графов де Бламон. Разрушен по приказу кардинала Ришельё.

## Демография
Население коммуны на 2010 год составляло 183 человека.
| 1962 | 1968 | 1975 | 1982 | 1990 | 1999 | 2010 |
| ---- | ---- | ---- | ---- | ---- | ---- | ---- |
| 206  | 210  | 187  | 171  | 162  | 170  | 183  |

## Достопримечательности
- Развалины замка XII века.
- Останки семейного замка XVIII века семьи де Бургонь.
- Церковь XVIII века.

## Известные уроженцы
- Станислас Клермон-Тоннер (1757—1792) — французский политик.